# Demetriusz (patriarcha Antiochii)
Demetriusz – 15. patriarcha Antiochii; sprawował urząd w latach 254–260.